# Пачеко, Мария Клара
Мария Клара Пачеко (исп. Lima Pacheco Maria Clara; 16 июля 2003) — бразильская тхэквондистка. Бронзовый призёр чемпионата мира 2023 года.

## Биография
Мария Клара пачеко родилась 16 июля 2003 года.

## Карьера
С 2017 года выступает на различных международных спортивных состязаниях. В 2019 году на юношеском чемпионате Америки по тхэквондо, который состоялся в Портланде, в США, в категории до 52 кг, Пачеко одержала победу и стала чемпионкой. 
В 2023 году на чемпионате мира, который состоялся в Баку, в категории до 57 кг, Мария Клара завоевала бронзовую медаль. В финальную схватку её не пустила спортсменка из Венгрии Луана Мартон. 